# Kalendarium powstania warszawskiego – 18 września

## 18 września, poniedziałek

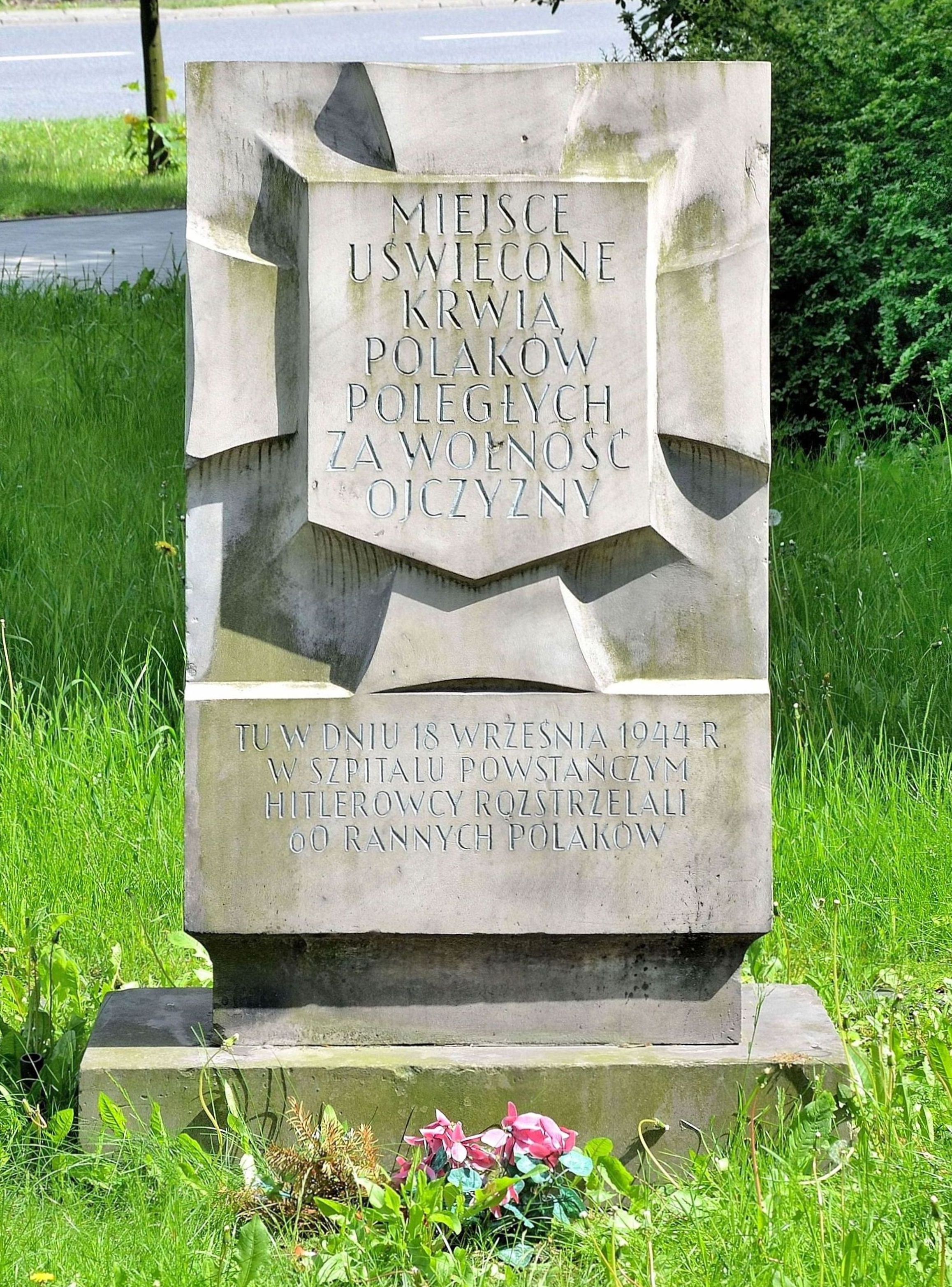
Tablica pamiątkowa przy Wisłostradzie, upamiętniająca zamordowanych w szpitalu powstańczym przy ul. Solec 41

Przeprawa zza Wisły na Powiśle Czerniakowskie 63 żołnierzy 9. pułku dowodzonych przez mjr Stanisława Łatyszonka. Ewakuacja pontonami na brzeg Pragi chorych i ciężko rannych.
Tego dnia wykonana została misja „Frantic” czyli przylot nad Warszawę 110 bombowców amerykańskich. Miały one przynieść istotną pomoc, jednak zdecydowanie spóźnioną. Dokonały zrzutów, których większa ilość spadła na tereny kontrolowane przez nieprzyjaciela. Powstańcy przejęli ok. 16 ton ładunków, co wynosiło prawie 20% całości zrzutów.
Bombardowanie ulic: Wilanowskiej i Okrąg. Strata całej Czerniakowskiej. W trakcie walki Niemcy podpalają posesję przy ulicy Solec 41, w której znajdował się powstańczy szpital. Nieprzyjaciel nie pozwala ewakuować rannych, otwierając ogień do idących im z pomocą sanitariuszek. W płomieniach lub od niemieckich kul ginie ok. 60 rannych i kilka sanitariuszek.
Z raportu gen. Nicolausa von Vormanna, dowódcy 9. Armii niemieckiej, do gen. Hansa Reinhardta, dowódcy armii „Środek”:

Siła bojowa użytych w Warszawie oddziałów po stracie 9000 zabitych i rannych od 1 sierpnia jest obecnie na wyczerpaniu. Jednostki zdolne do walk ulicznych są wykrwawione.

W załączniku dołączonym do raportu generał uściślił straty na 8951 zabitych i rannych od początku powstania.
Tego dnia Niemcy wysadzili w powietrze Stację Pomp Rzecznych przy ul. Czerniakowskiej.